# Narcís Colomer i Filvà
Narcís Colomer i Filvà   (Mataró, 1820 - 5 de gener de 1894) era un fabricant tèxtil de Mataró.

## Biografia
Era fill de Josep Colomer i Alsina, constructor de carruatges, i avi de Josep Colomer i Volart. És descendent directe del príncep got Sigisbert a través de Ramon I d'Arquer. El 1880, juntament amb els seus fills, fundà la societat mercantil Narcís Colomer i Fills, que el 1927 passà a denominar-se Manufactures Colomer Germans SA.